# Marynarka Wojenna
Marynarka Wojenna (MW) – jeden z pięciu rodzajów Sił Zbrojnych Rzeczypospolitej Polskiej, obok Wojsk Lądowych, Sił Powietrznych, Wojsk Specjalnych i Wojsk Obrony Terytorialnej.
Marynarka Wojenna przeznaczona jest do obrony interesów państwa na polskich obszarach morskich, morskiej obrony wybrzeża oraz udziału w lądowej obronie wybrzeża we współdziałaniu z innymi rodzajami sił zbrojnych w ramach strategicznej operacji obronnej. Na podstawie umów międzynarodowych, Marynarka Wojenna zobowiązana jest do utrzymywania zdolności do realizacji zadań związanych z zapewnieniem bezpieczeństwa zarówno w obszarze Morza Bałtyckiego, jak i poza nim. Podstawowym zadaniem Marynarki Wojennej jest obrona i utrzymanie morskich linii komunikacyjnych państwa podczas kryzysu i wojny oraz niedopuszczenie do blokady morskiej kraju. W czasie pokoju Marynarka Wojenna wspiera działania Straży Granicznej w obszarze morskich wód terytorialnych i wyłącznej strefy ekonomicznej.
Trzon struktury Marynarki Wojennej tworzą flotylle okrętów, Brygada Lotnictwa Marynarki Wojennej, a także brzegowe jednostki wsparcia i zabezpieczenia działań oraz ośrodki szkolne.

## Historia
Początek wojenno-morskiej obecności Polski datuje się na 1463, kiedy to zaimprowizowane oddziały elbląsko-gdańskie pokonały flotę krzyżacką w bitwie na Zalewie Wiślanym. W 1561, w odpowiedzi na manifest królewski powstała zorganizowana flota kaperska, zwana także flotą strażników morza. Podjęto też wtedy budowę pierwszego polskiego okrętu – galeonu „Smok”. Od 1601 zaczęto budować pierwsze zawodowe siły morskie – królewską flotę wojenną, która prowadziła działania przeciwko Rosjanom i Szwedom. Największym i zarazem ostatnim zwycięstwem okrętów królewskich było pokonanie eskadry szwedzkiej w bitwie pod Oliwą.
Krótko po odzyskaniu niepodległości w 1918 rozpoczęto budowę Marynarki Wojennej. Zamieszczony w Monitorze Polskim nr 217 z dnia 30 listopada 1918 roku podpisany przez Naczelnika Państwa Józefa Piłsudskiego rozkaz stwierdzał: „Z dniem 28 listopada 1918 roku [rocznica bitwy pod Oliwą] rozkazuję utworzyć Marynarkę Polską, mianując jednocześnie pułkownika marynarki Bogumiła Nowotnego Szefem Sekcji Marynarki Wojennej przy Ministerstwie Spraw Wojskowych”.
W latach 20 XX w. trzon floty stanowiły poniemieckie trałowce i torpedowce. W trakcie wojny polsko-bolszewickiej marynarze uczestniczyli w działaniach lądowych na froncie. Znaczący rozwój Marynarki Wojennej nastąpił dopiero w latach 30 XX w., kiedy do służby trafiły, zbudowane głównie za granicą, nowoczesne niszczyciele, okręty podwodne i okręty minowe (trałowce, stawiacz min) oraz wodnosamoloty rozpoznawcze.
Podczas kampanii wrześniowej w 1939 polska Obrona Wybrzeża nie miała szans nawiązania równorzędnej walki z przeważającym Wehrmachtem, w tym Kriegsmarine. Dlatego tuż przed wybuchem wojny trzon polskiej floty w postaci trzech niszczycieli wysłano do Wielkiej Brytanii, gdzie stały się zaczątkiem Marynarki Wojennej u boku aliantów zachodnich. Większość okrętów pozostających w Polsce została zatopiona, dwóm okrętom podwodnym udało się przedostać do Wielkiej Brytanii, a pozostałe internowały się w Szwecji. Marynarze broniący półwyspu Helskiego poddali się jako jeden z ostatnich punktów obrony w kraju.
Od chwili zajęcia całego kraju przez wojska Rzeszy Niemieckiej i ZSRR okręty Marynarki Wojennej stały się jedynym wolnym terytorium podbitego państwa polskiego. Dzięki nim, po zajęciu kraju przez wojska dwóch agresorów Polska jako państwo istniejące de iure nie przestała egzystować de facto, zgodnie z prawem międzynarodowym okręty wojenne są bowiem uznawane za cząstkę terytorium państwa, którego noszą banderę, i nie podlegają jurysdykcji żadnego innego państwa (handlowe statki tej jurysdykcji podlegają).

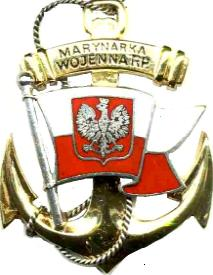
Odznaka specjalna

Od 1939 do 1947 roku Marynarka Wojenna funkcjonowała w ramach polskich Sił Zbrojnych na Zachodzie, a jej skład opierał się na wydzierżawionych od Wielkiej Brytanii jednostkach, głównie niszczycielach i okrętach podwodnych. W tym czasie polskie okręty działały na Oceanie Atlantyckim oraz Morzu Śródziemnym, Północnym i Arktycznym, biorąc udział m.in. w konwojach atlantyckich i arktycznych oraz lądowaniu w Normandii.

### Okres powojenny
Po II wojnie światowej do kraju powróciły jednostki pływające stanowiące własność Polski, jednak tworzona w powojennych realiach geopolitycznych Marynarka Wojenna rozwijała się w ścisłym powiązaniu ze Związkiem Radzieckim. Wszystkie istotne dla jej przyszłości decyzje podejmowane były w następstwie uzgodnień dokonywanych między Naczelnym Dowództwem WP a Naczelnym Dowództwem Armii Czerwonej. Wyrazem powiązania, a nawet całkowitego uzależnienia od Moskwy organizowanej w tych warunkach Marynarki Wojennej była pierwsza obsada jej najważniejszych stanowisk. Na czele Marynarki Wojennej stanęli obywatele Związku Radzieckiego i oficerowie radzieccy kontradmirał Nikołaj Abramow – Dowódca Marynarki Wojennej, komandor Iwan Szylingowski – Szef Sztabu Głównego MW i komandor Józef Urbanowicz – Zastępca Dowódcy Marynarki Wojennej do spraw polityczno-wychowawczych. Podobnie wszystkie kierownicze stanowiska, włącznie z prokuraturą, sądem i wszechwładnym VIII Oddziałem Informacji Wojskowej, pełnili oficerowie radzieccy. Ogółem na siedem istniejących w 1945 roku etatów admiralskich tylko dwa powierzono Polakom, jednak oni byli pod nadzorem radzieckich przełożonych. Byli to komandor Jerzy Kłossowski (szef Oddziału MW przy MON) i komandor Adam Mohuczy (Zastępca Szefa Sztabu Głównego Marynarki Wojennej).
Lata 50 XX w. były nasycone represjami okresu stalinowskiego. W sfingowanych procesach skazano bezpodstawnie stu pięćdziesięciu marynarzy, z czego ponad 20 zostało straconych (między innymi komandorzy Stanisław Mieszkowski, Jerzy Staniewicz, czy Zbigniew Przybyszewski za udział w rzekomym spisku komandorów). W więzieniu zmarł kontradmirał Adam Mohuczy, a wielu oficerom – w tym kontradmirałowi Włodzimierzowi Steyerowi, czy też komandor Bolesławowi Romanowskiemu i komandor porucznik Franciszkowi Dąbrowskiemu – zabroniono przebywania na wybrzeżu.
W czasach Układu Warszawskiego Marynarka Wojenna przygotowywała się do operacji desantowej na Półwyspie Jutlandzkim, w związku z czym masowo wcielano okręty desantowe, uzupełnione o rozbudowane siły lekkie w postaci kutrów torpedowych, rakietowych oraz trałowców. Do trzonu floty zaliczały się także niszczyciele i okręty podwodne oraz samoloty myśliwskie i śmigłowce zwalczania okrętów podwodnych. Kolejne generacje uzbrojenia stanowiły jednostki pływające i statki powietrzne radzieckiej lub polskiej produkcji.

### III Rzeczpospolita Polska
Od początku ostatniej dekady XX wieku trwa degradacja Marynarki Wojennej. W związku ze zmianą doktryny obronnej niemal całkowicie wycofano środki desantowe i lekkie siły uderzeniowe oraz zlikwidowano lotnictwo uderzeniowe. Od 1992 do 1995 wybudowano 3 niedozbrojone okręty rakietowe, z których jeden, ORP „Grom”, dopiero w grudniu 2007 r. została wyposażona w pociski przeciwokrętowe. W latach 2000–2005 do służby wprowadzono przestarzałe okręty podarowane przez kraje NATO fregaty rakietowe (Stany Zjednoczone) i okręty podwodne (Norwegia), które zastąpiły radzieckie jednostki tej samej generacji. Okres III Rzeczypospolitej jest okresem stałej degradacji Marynarki Wojennej połączonej z utratą możliwości bojowych i wykonywania zadań operacyjnych. Marynarka Wojenna od początku RP, lat 90 XX w. jest pominięta w zakresie priorytetów modernizacyjnych i finansowania, środki przeznaczane na MW są mniejsze niż na dużo mniej liczebne Wojska Specjalne. Od czasu przyjęcia Polski do Organizacji Traktatu Północnoatlantyckiego do tylko licząc do 2013 roku zlikwidowano ponad 100 okrętów bojowych i pomocniczych (62%), zaś stan osobowy Marynarki Wojennej zmniejszono o 36% do ok. 11 tys. marynarzy.
Najważniejszymi działaniami Marynarki Wojennej po 1989 były operacje na rzecz interesów sojuszniczych: „Pustynna Burza” (1990–1991), „Iracka Wolność” (2002–2003) oraz „Aktywny Wysiłek” (2005–2006). W 2016 po raz pierwszy dowództwo okrętu MW powierzono kobiecie.
Zgodnie z art. 15 ust. 1 ustawy o obronie Ojczyzny z dnia 11 marca 2022 r. (Dz.U. z 2022 r. poz. 2305), w skład Sił Zbrojnych wchodzą jako ich rodzaje: Wojska Lądowe, Siły Powietrzne, Marynarka Wojenna, Wojska Specjalne oraz Wojska Obrony Terytorialnej.

## Zadania[7]

### Operacyjne
- zapewnienie wczesnego wykrycia symptomów zagrożenia bezpieczeństwa państwa od strony morza;
- realizacja programowych zadań szkolenia bojowego jednostek i przygotowanie sił do realizacji zadań w czasie zagrożenia i wojny;
- utrzymanie wysokiej gotowości bojowej i mobilizacyjnej do realizacji zadań osłony operacyjnej morskiej granicy państwa i polskich obszarów morskich;
- wsparcie Straży Granicznej w ochronie morskiej granicy państwowej i polskiej strefy ekonomicznej;
- udział w ratowaniu życia w polskiej strefie ratownictwa SAR (Search and Rescue) oraz ratownictwo załóg samolotów we współdziałaniu z Wojskami Lotniczymi i Obrony Powietrznej;
- zapewnienie bezpieczeństwa żeglugi na polskich obszarach morskich przez Biuro Hydrograficzne Marynarki Wojennej istniejące obecnie na zasadach instytucji i urzędu państwowego;
- demonstrowanie obecności morskiej w strefie zainteresowania państwa (32,8 tys. km² Wyłącznej Strefy Ekonomicznej i ponad 140 tys. km² obszaru zainteresowania Państwa);
- udział w ochronie ekologicznej polskich obszarów morskich;
- utrzymywanie gotowości do udziału w misjach pokojowych organizacji międzynarodowych oraz uczestniczenia w programie „Partnerstwo dla pokoju”, a także współpracy bilateralnej i multilateralnej z siłami morskimi innych państw;
- realizacja zadań polskiej morskiej racji stanu (demonstrowanie bandery, utrzymywanie więzi ze środowiskami polonijnymi).
- odparcie uderzeń przeciwnika z kierunku morskiego;
- zwalczanie sił przeciwnika w strefie obrony Marynarki Wojennej we współdziałaniu z innymi rodzajami sił zbrojnych;
- utrzymanie panowania na morzu w przybrzeżnej strefie obrony;
- udział w obronie przeciwdesantowej wybrzeża morskiego we współdziałaniu z wojskami lądowymi i wojskami lotniczymi – zwalczanie desantów morskich przeciwnika.

### Sojusznicze
- zapewnienie systematycznego monitoringu sytuacji morskiej w strefie obrony i rejonach przyległych, samodzielnie i we współdziałaniu z siłami morskimi nadbałtyckich państw NATO;
- zapewnienie bezpieczeństwa żeglugi na liniach komunikacji morskiej przechodzących wzdłuż strefy obrony Marynarki Wojennej;
- utrzymywanie ciągłości funkcjonowania systemu ratownictwa morskiego w polskiej strefie odpowiedzialności SAR, zgodnie z normami międzynarodowymi i NATO;
- utrzymanie w gotowości sił i środków zdolnych do natychmiastowego reagowania w sytuacjach incydentalnych na morzu lub przeciwdziałania nagle powstałym zagrożeniom w strefie obrony, do czasu rozwinięcia sił Sojuszu;
- wydzielenie określonego składu sił okrętowych i lotnictwa morskiego do wielonarodowego zgrupowania morskich sił reagowania Sojuszu.

## Organizacja
- Dowództwo Operacyjne Rodzajów Sił Zbrojnych w Warszawie
  - Centrum Operacji Morskich – Dowództwo Komponentu Morskiego w Gdyni
- Dowództwo Generalne Rodzajów Sił Zbrojnych w Warszawie
  - 3 Flotylla Okrętów w Gdyni[8]
    - dywizjon Okrętów Podwodnych w Gdyni
    - dywizjon Okrętów Bojowych w Gdyni
    - dywizjon Okrętów Wsparcia w Gdyni
    - dywizjon Zabezpieczenia Hydrograficznego w Gdyni
    - grupa Okrętów Rozpoznawczych w Gdyni
    - Morska Jednostka Rakietowa w Siemirowicach
    - 9 Dywizjon Przeciwlotniczy w Ustce
    - 43 Batalion Saperów w Rozewiu
    - Komenda Portu Wojennego w Gdyni
    - Ośrodek Szkolenia Żeglarskiego Marynarki Wojennej w Gdyni
    - okręt muzeum ORP Błyskawica
    - Zespół Redakcyjno-Wydawniczy MW
    - Klub Marynarki Wojennej „Riwiera” w Gdyni
    - Poligon Kontrolno-Pomiarowy MW

  - 8 Flotylla Obrony Wybrzeża w Świnoujściu[9]
    - 2 dywizjon Okrętów Transportowo-Minowych w Świnoujściu
    - 12 dywizjon Trałowców w Świnoujściu
    - 13 dywizjon Trałowców w Gdyni
    - 8 Batalion Saperów w Dziwnowie
    - 8 Dywizjon Przeciwlotniczy w Dziwnowie
    - Komenda Portu Wojennego w Świnoujściu
    - Klub 8 FOW

  - Brygada Lotnictwa Marynarki Wojennej w Gdyni[10]
    - 43 Baza Lotnictwa Morskiego w Gdyni
    - 44 Baza Lotnictwa Morskiego w Siemirowicach

  - Akademia Marynarki Wojennej w Gdyni
  - Biuro Hydrograficzne Marynarki Wojennej w Gdyni
  - 6 Ośrodek Radioelektroniczny w Gdyni
  - Centrum Szkolenia Marynarki Wojennej w Ustce
    - Szkoła Podoficerska Marynarki Wojennej w Ustce
    - Ośrodek Szkolenia Nurków i Płetwonurków Wojska Polskiego w Gdyni

  - Orkiestra Reprezentacyjna Marynarki Wojennej Rzeczypospolitej Polskiej w Gdyni

## Dowództwo
Z dniem 1 stycznia 2014 na podstawie ustawy o zmianie ustawy o urzędzie Ministra Obrony Narodowej oraz niektórych innych ustaw (Dz.U. z 2013 r. poz. 852) dowództwo uległo likwidacji, a jego zadania przejęło Dowództwo Generalne Rodzajów Sił Zbrojnych.
Marynarką Wojenną dowodził Dowódca Marynarki Wojennej, który wykonywał swoje zadania przy pomocy Dowództwa Marynarki Wojennej.
- Dowódca Marynarki Wojennej – wakat
- Szef Sztabu – zastępca dowódcy – wakat
- Szef Szkolenia – wakat

## Uzbrojenie i wyposażenie

### Okręty
Okręt jest to jednostka pływająca należąca do Marynarki Wojennej, nosząca należną jej banderę Marynarki Wojennej, dowodzona przez oficera Marynarki Wojennej wpisanego na listę oficerów, posiadająca załogę podlegającą dyscyplinie wojskowej.
Okręty Marynarki Wojennej podlegają wyłącznie władzom Rzeczypospolitej Polskiej i posiadają immunitet. Poza wyjątkami wskazanymi w ratyfikowanych przez Rzeczpospolitą Polską przepisach prawa międzynarodowego organy obcego państwa nie mogą wykonywać w stosunku do okrętów aktów władczych ani ingerować w ich życie wewnętrzne. Wszelkie próby ingerencji stosunku do okrętów powinny być zdecydowanie odparte, a w razie zagrożenia życia załogi, bądź siłowego naruszenia immunitetu przysługującego okrętowi należy postępować zgodnie z zasadami użycia siły (ang. „Rules Of Engagement”) oraz przepisami prawa międzynarodowego. Wyjątek stanowi udział w składzie sił sojuszniczych, w stosunku do których obowiązują dokumenty sojusznicze, pod warunkiem, że nie są sprzeczne z przepisami narodowymi. Na obcych wodach wewnętrznych, morzach terytorialnych i w strefach ekonomicznych oraz w portach zagranicznych jednostki pływające MW zobowiązane są do przestrzegania przepisów lokalnych państwa nadbrzeżnego.

### Okręty bojowe
Okręty bojowe - jednostki bojowe przeznaczone do wykonywania zadań bojowych (np. rakietowych, artyleryjskich, torpedowych) oraz walki z przeciwnikiem. Okręty bojowe w Polsce noszą banderę wojenną i są upoważnione do noszenia prefiksu ORP przed nazwą.
| Zdjęcie | Nazwa | Typ                           | Numer                                | Wyporność [t]              | Służba od                        | Uwagi |
| ------- | --- | ----------------------------- | ------------------------------------ | -------------------------- | -------------------------------- | --- |
|         | Fregaty |                               |                                      |                            |                                  | |
|         | ORP Gen. K. PułaskiORP Gen. T. Kościuszko                                                                            | Oliver Hazard Perry           | 272273                               | 3658                       | 20002002                         | Okręty zostały przejęte od US Navy. ORP Gen. K. Pułaski zwodowany w 1979. ORP Gen. T. Kościuszko zwodowany w 1978. Przeznaczony do zastąpienia przez zamówione fregaty projektu Miecznik                                             |
|         | Korwety |                               |                                      |                            |                                  | |
|         | ORP Kaszub | proj. 620                     | 240                                  | 1090                       | 1987                             | Korweta zwalczania okrętów podwodnych. |
|         | ORP Ślązak | proj. 621M                    | 241                                  | 2200                       | 2019                             | Budowany pierwotnie jako korweta wielozadaniowa, ukończony jako korweta patrolowa. |
|         | Małe okręty rakietowe                                                                                                |                               |                                      |                            |                                  | |
|         | ORP OrkanORP PiorunORP Grom                                                                                          | proj. 660M (Orkan)            | 421422423                            | 369                        | 199219941995                     | |
|         | Okręty podwodne |                               |                                      |                            |                                  | |
|         | ORP Orzeł | proj. 877 Paltus (NATO: Kilo) | 291                                  | 2460 nawodna 3180 podwodna | 1986                             | |
|         | Niszczyciele min |                               |                                      |                            |                                  | |
|         | ORP KormoranORP AlbatrosORP Mewa                                                                                     | proj. 258 (Kormoran II)       | 601602603                            | 830                        | 201720222023                     | Podpisano umowę na dostarczenie trzech kolejnych niszczycieli min typu Kormoran II (projektu 258) dla Marynarki Wojennej RP wraz z pakietami wsparcia logistycznego. Zamówione jednostki mają zostać dostarczone w latach 2026–2027. |
|         | Trałowce |                               |                                      |                            |                                  | |
|         | ORP Gopło | proj. 207DM (Gopło)           | 630                                  | 225                        | 1982                             | |
|         | ORP GardnoORP BukowoORP DąbieORP JamnoORP MielnoORP WickoORP ReskoORP SarbskoORP NeckoORP Nakło ORP DrużnoORP Hańcza | projektu 207P (Gardno)        | 631632633634635636637638639640641642 | 216                        | 19841985198619871988198919901991 | ORP Necko, ORP Nakło i ORP Mamry przeszły gruntowne prace remontowe w 2025 roku |
|         | ORP MamryORP WigryORP ŚniardwyORP Wdzydze                                                                            | proj. 207M (Mamry)            | 643644645646                         | 216                        | 199219931994                     | |
|         | Okręty transportowo-minowe                                                                                           |                               |                                      |                            |                                  | |
|         | ORP LublinORP GnieznoORP KrakówORP PoznańORP Toruń                                                                   | proj. 767 (Lublin)            | 821822823824825                      | 1745                       | 198919901991                     | |
|         | Kutry transportowe                                                                                                   |                               |                                      |                            |                                  | |
|         | KTr 851KTr 852KTr 853                                                                                                | proj. 716                     | 851852853                            | 176                        | 19881991                         | |

### Okręty specjalne
Okręty specjalne - zaadoptowane lub specjalnie skonstruowane jednostki przeznaczone do wykonywania zadań (np. rozpoznawczych, szkolnych, hydrograficznych) w ramach zabezpieczenia działań całej MW. Okręty specjalne w Polsce noszą banderę wojenną i są uprawnione do noszenia prefiksu ORP przed nazwą.
| Zdjęcie | Nazwa                                   | Typ                     | Numer    | Wyporność [t]                                 | Służba od | Uwagi |
| ------- | --------------------------------------- | ----------------------- | -------- | --------------------------------------------- | --------- | --- |
|         | Okręty dowodzenia                       |                         |          |                                               |           | |
|         | ORP Kontradmirał Xawery Czernicki       | proj. 890               | 511      | 2390                                          | 2001      | Zwodowany w 1991 jako pływająca stacja demagnetyzacyjna. W latach 2001–2008 okręt wsparcia logistycznego. Okręt przeszedł remont i modernizację w latach 2019–2021. |
|         | Zbiornikowce                            |                         |          |                                               |           | |
|         | ORP Bałtyk                              | proj. ZP-1200           | Z-1      | 3050                                          | 1991      | Wyremontowany i zmodernizowany w 2016 roku. |
|         | Okręty rozpoznania radioelektronicznego |                         |          |                                               |           | |
|         | ORP NawigatorORP Hydrograf              | proj. 863 (Nawigator)   | 262263   | 1675                                          | 19751976  | Przeznaczony do zastąpienia przez zamówione okręty projektu Delfin                                                                                                  |
|         | Okręty ratownicze                       |                         |          |                                               |           | |
|         | ORP PiastORP Lech                       | proj. 570 (Piast)       | 281282   | 1810                                          | 1974      | ORP Piast został wyremontowany w 2024 roku. |
|         | ORP ZbyszkoORP Maćko                    | proj. 5002 (Zbyszko)    | R-14R-15 | 374                                           | 19911992  | Oba zostały zmodernizowane w 2016 roku. |
|         | Okręty hydrograficzne                   |                         |          |                                               |           | |
|         | ORP HeweliuszORP Arctowski              | proj. 874 (Heweliusz)   | 265266   | 1145                                          | 1982      | ORP Arctowski został wyremontowany i zmodernizowany w 2022 roku. |
|         | Okręty szkolne                          |                         |          |                                               |           | |
|         | ORP Iskra                               | barkentyna proj. B79/II | 253      | 498                                           | 1982      | |
|         | ORP Wodnik                              | proj. 888 (Wodnik)      | 251      | 1800                                          | 1976      | Wyremontowany i zmodernizowany w 2020 roku. |
|         | Okręty-muzeum                           |                         |          |                                               |           | |
|         | ORP Błyskawica                          | Grom                    | H34      | 2782                                          | 1937      | W służbie liniowej do 1975, okręt-muzeum od 1976. |
|         | ORP Sokół                               | Kobben                  | 294      | na powierzchni: 370/459 w zanurzeniu: 435/524 | 1967      | W służbie liniowej do 2018, okręt-muzeum od 2025. |

### Pomocnicze jednostki pływające i bazowe środki pływające
Pomocnicza jednostka pływająca (PJP) w Marynarce Wojennej jest rodzajem okrętu nieuprawnionego do noszenia bandery wojennej i używania prefiksu ORP przed nazwą, zazwyczaj pełniąca pomocniczą rolę w stosunku do okrętów bojowych oraz specjalnych. Okręty te noszą banderę PJP.
Bazowe środki pływające (BŚP) to jednostki pływające o charakterze pomocniczym przeznaczone do obsługi i zabezpieczenia okrętów bojowych, specjalnych oraz pomocniczych jednostek pływających.
| Zdjęcie | Nazwa                                                            | Typ                | Wyporność (t) | Służba od        | Uwagi |
| ------- | ---------------------------------------------------------------- | ------------------ | ------------- | ---------------- | --- |
|         | Holowniki                                                        |                    |               |                  | |
|         | H-11 BolkoH-12 SemkoH-13 PrzemkoH-1 GniewkoH-2 MieszkoH-3 Leszko | proj. B860         | 490           | 2020202120202021 | |
|         | H-6H-8                                                           | proj. H-960        | 332           | 19921993         | |
|         | H-4H-5H-7                                                        | proj. H-900/II     | 218           | 19801981         | |
|         | H-9H-10                                                          | proj. B820         | 153           | 1993             | |
|         | Zbiornikowce                                                     |                    |               |                  | |
|         | Z-8                                                              | proj. B-199        | 1225          | 1970             | |
|         | Stacje demagnetyzacyjne                                          |                    |               |                  | |
|         | SD-11SD-13                                                       | proj. B208         | 595           | 19711972         | |
|         | Kutry                                                            |                    |               |                  | |
|         | K-4 K-10                                                         | proj. 4234         | 46,0          | 1989             | Kutry hydrograficzne.                                                                                         |
|         | K-5K-7K-9                                                        | proj. 4142         | 45,0          | 19881989         | Kutry transportowo-pasażerskie. Przeznaczone do transportu ładunków i ludzi w portach i redach.               |
|         | K-20K-21                                                         | proj. KH-K         | 12,25         | 19891990         | Kutry holowniczo-komunikacyjne. Przeznaczone do obsługi pomostów pływających i prowadzenia prac holowniczych. |
|         | Motorówki                                                        |                    |               |                  | |
|         | MH-1MH-2MH-3MH-4                                                 | Wildcat 40         | 18,5          | 2015             | Motorówki hydrograficzne.                                                                                     |
|         | M-12M-21M-22                                                     | proj. M35/MW       | 28,6          | 19831984         | Motorówki cumownicze. Przeznaczone do prac manewrowych i holowniczych w portach.                              |
|         | M-25M-26                                                         | proj. Delfin       |               | 1971             | Motorówki pomiarowe, bazują w Gdyni.                                                                          |
|         | M-34 Demon                                                       | proj. Conrad 1220M |               | 1982             | Motorówka regatowa (bazuje w Gdyni).                                                                          |
|         | Poławiacz torped                                                 |                    |               |                  | |
|         | K-8                                                              | typ Kormoran       | 133           | 1971             | Przeznaczony do poławiania torped z wody.                                                                     |
|         | Barki                                                            |                    |               |                  | |
|         | B-7                                                              | 9235               | 615           | 1961             | Służy do zbierania odpadów ropopochodnych z okrętów.                                                          |
|         | B-3                                                              | BPZ-500A/MW        |               | 1988             | Służy do przechowywania paliwa.                                                                               |
|         | B-11                                                             | BZ800              |               | 1979             | Służy do przechowywania paliwa.                                                                               |

### Jachty i łodzie szkolne oraz specjalne
Jachty i łodzie żaglowe motorowe służące do szkolenia kadry MW stacjonują w Ośrodku Szkolenia Żeglarskiego MW, Jacht Klubie MW "Kotwica" oraz Akademii MW. Jachty Marynarki Wojennej także biorą udział w regatach.
Motorówki szkolne oraz specjalne MW:
- „M-34” „Demon” (wymieniony w PJP)
- „Dragon II”
- „S-10500K”
- „S-7500K/1”
- „S-7500K/2”
- „S-5200/1”
- „S-5200/2”
- Ponton „Zodiak”
- „Kraken”[63]
- „Nurek”[64]
- „Homar - 1”[65]
- „Homar - 2”[66]

| nazwa               | typ/projekt         | służba od           | długość             | armator                           |
| Jachty pełnomorskie | Jachty pełnomorskie | Jachty pełnomorskie | Jachty pełnomorskie | Jachty pełnomorskie               |
| ------------------- | ------------------- | ------------------- | ------------------- | --------------------------------- |
| „Hetman”            | Rassmusen           | 1937                | 15,50               | Ośrodek Szkolenia Żeglarskiego MW |
| „Tornado II”        | Delphia 47          | 2013                | 14,10               | Ośrodek Szkolenia Żeglarskiego MW |
| „Gdańsk”            |                     | od 1996 do 2017     |                     | Ośrodek Szkolenia Żeglarskiego MW |
| „Gdynia”            | Delphia 40          | 2007                | 11,95               | Ośrodek Szkolenia Żeglarskiego MW |
| „Rumia”             | Delphia 40.2        | 2008                | 11,95               | Ośrodek Szkolenia Żeglarskiego MW |
| „Reda”              | Delphia 40.2        | 2008                | 11,95               | Ośrodek Szkolenia Żeglarskiego MW |
| „Wejherowo”         | Delphia 40.2        | 2008                | 11,95               | Ośrodek Szkolenia Żeglarskiego MW |
| „Hel”               |                     | od 1996 do 2017     |                     | Ośrodek Szkolenia Żeglarskiego MW |
| „Jastarnia”         |                     | od 1996 do 2017     |                     | Ośrodek Szkolenia Żeglarskiego MW |
| „Ustka”             | Delphia 40.3        | 2014                | 11,95               | Ośrodek Szkolenia Żeglarskiego MW |
| „Władysławowo”      | Delphia 40.3        | 2014                | 11,95               | Ośrodek Szkolenia Żeglarskiego MW |
| „Sopot”             | Delphia 40          | 2007                | 11,95               | Ośrodek Szkolenia Żeglarskiego MW |
| „Legia”             | kercz + opal        | 1968                | 14,30               | JKMW "Kotwica"                    |
| „Tornado”           | Conrad 54           | 1974                | 16,70               | JKMW "Kotwica"                    |
| „Sarmata II”        | TMS 11.50           | 1992                | 11,56               | JKMW "Kotwica"                    |
| „Trefl”             | Carter 30           | 1976                | 9,13                | JKMW "Kotwica"                    |
| „Hadar”             | Peterson 45         | 1980                | 13,25               | JKMW "Kotwica"                    |
| „Nauticus”          | Peterson 45         | 1980                | 13,25               | JKMW "Kotwica"                    |
| „Admirał Dickman”   | Delphia 40          | 2007                | 11,95               | Akademia MW                       |
| Jachty przybrzeżne  |                     |                     |                     |                                   |
| „Chylonia”          | Delphia 28          | 2007                | 8,80                | Ośrodek Szkolenia Żeglarskiego MW |
| „Oksywie”           | Delphia 28          | 2007                | 8,80                | Ośrodek Szkolenia Żeglarskiego MW |
| „Redłowo”           | Delphia 28          | 2007                | 8,80                | Ośrodek Szkolenia Żeglarskiego MW |
| „Karwiny”           | Delphia 28          | 2007                | 8,80                | Ośrodek Szkolenia Żeglarskiego MW |
| „Witomino”          | Delphia 28          | 2007                | 8,80                | Ośrodek Szkolenia Żeglarskiego MW |
| „Caro II”           | Peterson 760T       | 1980                | 7,60                | JKMW "Kotwica"                    |
| „Turkus”            | slup                | 1977                | 7,26                | JKMW "Kotwica"                    |
| „Topaz”             | slup                | 1976                | 7,26                | JKMW "Kotwica"                    |
| „Dobosz”            | Peterson 760R       | 1982                | 7,60                | JKMW "Kotwica"                    |
| „Kier”              | Conrad 777          | 1992                | 7,77                | JKMW "Kotwica"                    |

### Lotnictwo Marynarki Wojennej
| Zdjęcie | Nazwa                        | Pochodzenie            | Liczba | Numery maszyn                    | Służba od            | Uwagi |
| ------- | ---------------------------- | ---------------------- | ------ | -------------------------------- | -------------------- | --- |
|         | Samoloty                     |                        |        |                                  |                      | |
|         | PZL M28B 1E Bryza            | Polska                 | 2      | 04040405                         | 2001(1988)           | Samoloty monitoringu ekologicznego. Pierwotnie były transportowe (M-28B Bryza-1TD), w 2001 zmodernizowane (M-28B Bryza-1E). 44 Baza Lotnictwa Morskiego.                                                                                                   |
|         | PZL M28B 1R Bryza            | Polska                 | 7      | 1022100810171006111411151116     | 199419992000         | Samoloty rozpoznawczo-patrolowe. Służba od 1994. 44 Baza Lotnictwa Morskiego. |
|         | PZL M28B 1RM Bryza Bis       | Polska                 | 1      | 0810                             | 2008(1999)           | Samoloty rozpoznawczo-patrolowe. Pierwotnie samolot o numerze 0810 wykorzystywany był w wersji M-28B Bryza-1R. W 2008 samolot został zmodernizowany do wersji M-28B Bryza-1RM bis. 44 Baza Lotnictwa Morskiego.                                            |
|         | PZL An-28TD Bryza M28B Bryza | Polska                 | 4      | 1117111807231003                 | 200120022012         | Samoloty transportowe. Numery 1117 i 1118 weszły do służby w 2001 i 2002, a numery 1003 i 0723 w 2012. 43 Baza Lotnictwa Morskiego. |
|         | Śmigłowce                    |                        |        |                                  |                      | |
|         | Mi-2D Mi-2R                  | ZSRR · Polska          | 4      | 5245534858305828                 | ?(1977)2010(1978)    | Śmigłowce szkoleniowe i transportowo-łącznikowe. Najdłużej w MW eksploatowany jest śmigłowiec z numerem 5245. Trzy pozostałe przejęte od SP w 2010. 2 szt. w 43 Bazie Lotnictwa Morskiego oraz 2 szt. w 44 Bazie Lotnictwa Morskiego.                      |
|         | PZL W-3WARM Anakonda         | Polska                 | 8      | 02090304050505060511081308150906 | 19891992199319982002 | Śmiglowce SAR. 6 szt. w 43 Bazie Lotnictwa Morskiego oraz 2 szt. w 44 Bazie Lotnictwa Morskiego. |
|         | Kaman SH-2G Super Seasprite  | Stany Zjednoczone      | 4      | 3543354435453546                 | 2002, 2003           | Śmigłowce ASW. Wyprodukowane w 1992–1993, przejęte od US wraz z fregatami typu OHP w 2002 i 2003. 43 Baza Lotnictwa Morskiego. Docelowo (zakończenie wsparcia przez producenta i znaczne zużycie) będą zastąpione przez 4–8 szt. w ramach programu Kondor. |
|         | Mi-14PŁ                      | ZSRR                   | 3      | 100810101011                     | 1981                 | Śmigłowce ASW. W służbie od 1981. W 2018 rozpoczęto procedurę wydłużenia resursów dla wszystkich maszyn. 44 Baza Lotnictwa Morskiego. Docelowo będą zastąpione przez AW101.                                                                                |
|         | Mi-14PŁ/R                    | ZSRR                   | 1      | 1009                             | 2011(1981)           | Śmiglowce SAR, Mi-14PŁ przebudowane do wersji ratowniczej. 44 Baza Lotnictwa Morskiego. |
|         | Leonardo AW101               | Wielka Brytania Włochy | 4      |                                  | 2023                 | Śmigłowce ASW/CSAR. Umowa 2019, dostawy 2023. 44 Baza Lotnictwa Morskiego. |

### Broń przeciwlotnicza
| Zdjęcie | Nazwa                          | Pochodzenie   | Liczba | Uwagi                                              | Przypisy               |
| ------- | ------------------------------ | ------------- | ------ | -------------------------------------------------- | ---------------------- |
|         | armata przeciwlotnicza S-60MB  | ZSRR · Polska |        | Wariant zmodernizowany. 4 armaty w każdej baterii. | [ 99 ] [ 100 ] [ 101 ] |
|         | armata przeciwlotnicza ZU-23-2 | ZSRR · Polska |        |                                                    | [ 102 ]                |
|         | PPZR Grom                      | Polska        |        |                                                    | [ 99 ]                 |

### Stacje radiolokacyjne i systemy dowodzenia
| Zdjęcie | Nazwa                                     | Pochodzenie       | Liczba | Uwagi | Przypisy                                |
| ------- | ----------------------------------------- | ----------------- | ------ | --- | --------------------------------------- |
|         | NUR-22-N (3D)                             | Polska            | 3      | Radiolokacyjna stacja wstępnego poszukiwania, po jednej sztuce na wyposażeniu 8 Dywizjonu Przeciwlotniczego, 9 Dywizjonu Przeciwlotniczego oraz Morskiej Jednostki Rakietowej                                                   | [ 103 ] [ 104 ] [ 105 ] [ 106 ]         |
|         | TRS-15 Odra C                             | Polska            | 2      | Stacja radiolokacyjna przeznaczona do wykrywania celów morskich o zasięgu do 50 km, na wyposażeniu Morskiej Jednostki Rakietowej                                                                                                | [ 107 ] [ 108 ]                         |
|         | Radary mobilne RM-100                     | Polska            | 3      | Trudno wykrywalna, mobilna stacja radiolokacyjna RM-100, przeznaczona do wykrywania i automatycznego śledzenia celów nawodnych oraz określania ich współrzędnych                                                                | [ 109 ] [ 110 ] [ 111 ] [ 112 ] [ 113 ] |
|         | Wozy dowodzenia i kierowania ogniem WD-95 | Polska            |        | Wozy dowodzenia systemu Blenda, na wyposażeniu dywizjonów przeciwlotniczych Marynarki Wojennej i baterii baz lotnictwa morskiego. 3 wozy w każdym dywizjonie i 1 w każdej baterii.                                              | [ 101 ]                                 |
|         | Łowcza-3KN                                | Polska            |        | Mobilne stanowisko dowodzenia obroną przeciwlotniczą | [ 114 ] [ 115 ]                         |
|         | Zestawy REGA-4                            | Polska            |        | Zestaw automatyzacji dowodzenia dla dowódców drużyn przeciwlotniczych, zestawów artyleryjskich, holowanych i przewożonych oraz przenośnych zestawów rakietowych, na wyposażeniu dywizjonów przeciwlotniczych Marynarki Wojennej | [ 99 ] [ 116 ]                          |
|         | GCA-2000/GCA-2000M                        | Stany Zjednoczone | 3      | Radiolokacyjne systemy precyzyjnego wspomagania lądowania (PAR). Dla całości SZRP zakupiono 5 stacji w wersji GCA-2000 oraz 9 w wersji GCA-2000M. Na wyposażeniu lotnisk Brygady Lotnictwa Marynarki Wojennej.                  | [ 117 ] [ 118 ] [ 119 ]                 |
|         | Zestawy WD-2001 Rega-1                    | Polska            |        | Wóz dowodzenia baterii przeciwlotniczej na podwoziu samochodu terenowego Honker, na wyposażeniu Morskiej Jednostki Rakietowej                                                                                                   | [ 102 ] [ 120 ]                         |

### Morska Jednostka Rakietowa
| Zdjęcie | Nazwa                | Pochodzenie | Liczba     | Struktura                                  | Opis                               | Uwagi | Przypisy                                |
| ------- | -------------------- | ----------- | ---------- | ------------------------------------------ | ---------------------------------- | --- | --------------------------------------- |
|         | Naval Strike Missile | Norwegia    | 72 pociski | Dwa dywizjony ogniowe, łącznie 12 wyrzutni | przeciwokrętowy pocisk manewrujący | Każdy dywizjon ogniowy składa się z 6 wyrzutni, każda wyrzutnia posiada po 4 kontenery z pociskami NSM. Ograniczona możliwość zwalczania celów lądowych W 2023 roku zamówiono kolejne 2 dywizjony ogniowe wraz z kilkuset pociskami | [ 122 ] [ 123 ] [ 124 ] [ 125 ] [ 126 ] |

### Artyleria lufowa okrętów
| Zdjęcie | Nazwa                       | Pochodzenie       | Jako uzbrojenie | Kaliber | Uwagi                                                |
| ------- | --------------------------- | ----------------- | --- | ------- | ---------------------------------------------------- |
|         | OTO Melara Super rapid L/62 | Włochy            | ORP Ślązak, ORP Gen. T. Kościuszko, ORP Gen. K. Pułaski | 76,2 mm |                                                      |
|         | AK-176M                     | ZSRR              | ORP Kaszub, ORP Orkan, ORP Piorun, ORP Grom | 76 mm   |                                                      |
|         | OSU-35K Tryton              | Polska            | ORP Albatros, ORP Mewa | 35 mm   | W latach 2016-2019 w celach testowych na ORP Kaszub. |
|         | Marlin-WS                   | Włochy            | ORP Ślązak | 30 mm   |                                                      |
|         | AK-630                      | ZSRR              | ORP Orkan, ORP Piorun, ORP Grom | 30 mm   |                                                      |
|         | ZU-23-2M Wróbel             | Polska            | ORP Kaszub, ORP Bałtyk, Trałowce projektu 207P (9 okrętów), Z-8,K-8, Kutry transportowe projektu 716 (KTr-11, KTr-12, KTr-13), Stacje demagnetyzacyjne projektu B208 (SD-11 i SD-13) | 23 mm   |                                                      |
|         | ZU-23-2MR Wróbel II         | Polska            | ORP Lublin, ORP Kraków, ORP Gniezno, ORP Poznań, ORP Toruń, ORP Kontradmirał Xawery Czernicki, ORP Kormoran, ORP Mamry, ORP Wigry, ORP Śniardwy, ORP Wdzydze                         | 23 mm   |                                                      |
|         | Phalanx CIWS                | Stany Zjednoczone | ORP Gen. T. Kościuszko, ORP Gen. K. Pułaski | 20 mm   |                                                      |
|         | WKM-B                       | Polska            | ORP Gen. T. Kościuszko, ORP Gen. K. Pułaski, ORP Kontradmirał Xawery Czernicki, ORP Kormoran, ORP Albatros, ORP Mewa, ORP Orkan, ORP Piorun, ORP Grom, ORP Ślązak                    | 12,7 mm |                                                      |

### Artyleria rakietowa okrętów
| Zdjęcie | Nazwa         | Pochodzenie       | Opis                                                 | Jako uzbrojenie                             | Uwagi |
| ------- | ------------- | ----------------- | ---------------------------------------------------- | ------------------------------------------- | ----- |
|         | RBS15 Mk 3    | Szwecja           | przeciwokrętowy pocisk manewrujący krótkiego zasięgu | ORP Orkan, ORP Piorun, ORP Grom             |       |
|         | RIM-66 SM-1MR | Stany Zjednoczone | rakietowy pocisk przeciwlotniczy średniego zasięgu   | ORP Gen. T. Kościuszko, ORP Gen. K. Pułaski |       |

### Broń torpedowa
| Zdjęcie | Nazwa       | Pochodzenie    | Jako uzbrojenie                                                                                               | Kaliber  | Uwagi |
| ------- | ----------- | -------------- | --- | -------- | ----- |
|         | MU90 Impact | Francja Włochy | ORP Gen. T. Kościuszko, ORP Gen. K. Pułaski, śmigłowce typu Mi-14, śmigłowce typu Kaman SH-2G Super Seasprite | 324,7 mm |       |
|         | TEST-71M    | ZSRR           | ORP Orzeł | 533,4 mm |       |
|         | 53-65KE     | ZSRR           | ORP Orzeł | 533,4 mm |       |
|         | SET-53M     | ZSRR           | ORP Orzeł, ORP Kaszub                                                                                         | 533,4 mm |       |

### Broń minowa[138]
| Nazwa             | Pochodzenie              | Rodzaj                     | Masa (kg) | Maksymalna głębokość ustawienia (m) | Uwagi                                          |
| ----------------- | ------------------------ | -------------------------- | --------- | ----------------------------------- | ---------------------------------------------- |
| mina wz. 08 (OS)  | Imperium Rosyjskie/ ZSSR | mina kontaktowa, kotwiczna | 590       | 100                                 | Dzisiaj pod oznaczeniem OS (okrętowa średnia). |
| mina typu KB (OD) | ZSRR                     | mina kontaktowa, kotwiczna | 1065      | 100                                 | Dzisiaj pod oznaczeniem OD (okrętowa duża).    |
| MMD-2             | Polska                   | mina denna                 | 640       | 50                                  |                                                |

### Broń przeciw okrętom podwodnym
| Nazwa                               | Pochodzenie | Opis                      | Jako uzbrojenie                                | Głębokość działania | Uwagi |
| ----------------------------------- | ----------- | ------------------------- | ---------------------------------------------- | ------------------- | ----- |
| RBU-6000 (wyrzutnia) RGB-60 (bomba) | ZSRR        | rakietowa bomba głębinowa | ORP Kaszub                                     | do 450 m            |       |
| B-1                                 | ZSRR        | bomba głębinowa           | ORP Kaszub, Trałowce projektu 207 (17 okrętów) | do 25 m             |       |

### Pozostałe wyposażenie okrętów
| Nazwa                             | Pochodzenie       | Opis                                  | Jako wyposażenie | Uwagi |
| --------------------------------- | ----------------- | ------------------------------------- | --- | ----- |
| MDSz-5                            | ZSRR              | świeca dymna                          | ORP Kaszub, ORP Lublin, ORP Gniezno, ORP Poznań, ORP Toruń,Trałowce projektu 207(17 okrętów),Kutry transportowe projektu 716 (KTr-11, KTr-12, KTr-13) |       |
| ŁWD-100/ 5000 Sosna               | Polska            | ładunek wydłużony długi               | ORP Kaszub, ORP Lublin, ORP Gniezno, ORP Poznań, ORP Toruń, Kutry transportowe projektu 716 (KTr-11, KTr-12, KTr-13)                                  |       |
| Mk 137 Mod. 1 systemu Mk 36 SRBOC | Stany Zjednoczone | wyrzutnia celów pozornych kal. 130 mm | ORP Gen. T. Kościuszko, ORP Gen. K. Pułaski |       |

## Symbole i insygnia

### Bandery i flagi
Każda jednostka pływająca, wchodząca w skład Marynarki Wojennej, nosi należną jej banderę wojenną. Bandera wojenna przysługuje jednostce pływającej od daty wcielenia w skład Marynarki Wojennej do daty skreślenia z jej składu. Bandera wojenna podniesiona na jednostce pływającej jest znakiem przynależności tej jednostki do Marynarki Wojennej. W żadnym wypadku nie wolno opuścić bandery przed przeciwnikiem. Jeśli w czasie walki bandera zostanie zestrzelona lub zniszczona, natychmiast podnosi się następną. Okręt podwodny nie nosi bandery w położeniu podwodnym. Bandery i proporce podnoszone są na jednostkach pływających zgodnie z ceremoniałem morskim. Podobną rolę do bander pełnią w dowództwach, jednostkach wojskowych i na lotniskach flagi marynarki wojennej oraz lotnisk i lądowisk.

Bandery i flagi MW
Bandera wojenna
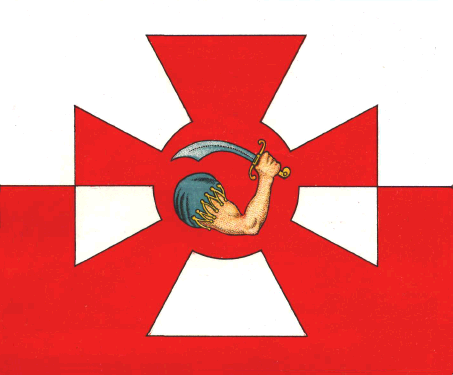
Proporzec
Bandera pjp
Bandera Jacht Klubu MW „Kotwica”
Flaga Marynarki Wojennej
Flaga lotnisk MW

### Znaki funkcyjne
Flagi i proporce funkcyjne podnosi się na okrętach i pomocniczych jednostkach pływających, gdy na ich pokładzie przebywa osoba, której przysługuje odpowiedni znak.

Znaki funkcyjne MW
Proporzec Prezydenta RP
Flaga Ministra ON
Flaga marsz. Polski
Flaga Szefa SG WP
Flaga Dowódcy MW[a]
Flaga adm.
Flaga Dowódcy Generalnego RSZ
Flaga adm. fl.
Flaga wadm.
Flaga kadm.
Flaga gen.
Proporzec Szefa Sztabu MW[a]
Proporzec dowódcy flotylli okrętów
Proporzec dowódcy dywizjonu okrętów
Proporzec dowódcy grupy okrętów
Znak dowódcy okrętu